# Wugigarra
Genre
Wugigarra est un genre d'araignées aranéomorphes de la famille des Pholcidae.

## Distribution
Les espèces de ce genre sont endémiques d'Australie.

## Liste des espèces
Selon World Spider Catalog (version 14.5, 2014) :
- Wugigarra arcoona Huber, 2001
- Wugigarra bujundji Huber, 2001
- Wugigarra bulburin Huber, 2001
- Wugigarra burgul Huber, 2001
- Wugigarra eberhardi Huber, 2001
- Wugigarra gia Huber, 2001
- Wugigarra idi Huber, 2001
- Wugigarra jiman Huber, 2001
- Wugigarra kalamai Huber, 2001
- Wugigarra kaurna Huber, 2001
- Wugigarra mamu Huber, 2001
- Wugigarra muluridji Huber, 2001
- Wugigarra nauo Huber, 2001
- Wugigarra sphaeroides (L. Koch, 1872)
- Wugigarra tjapukai Huber, 2001
- Wugigarra undanbi Huber, 2001
- Wugigarra wanjuru Huber, 2001
- Wugigarra wiri Huber, 2001
- Wugigarra wulpura Huber, 2001
- Wugigarra wunderlichi (Deeleman-Reinhold, 1995)
- Wugigarra yawai Huber, 2001
- Wugigarra yirgay Huber, 2001

## Publication originale
- Huber, 2001 : The pholcids of Australia (Araneae; Pholcidae): taxonomy, biogeography, and relationships. Bulletin of the American Museum of Natural History, no 260, p. 1-144 (texte intégral).